# Copestylum hirtipes
Copestylum hirtipes är en tvåvingeart som först beskrevs av Macquart 1850.  Copestylum hirtipes ingår i släktet Copestylum och familjen blomflugor. Inga underarter finns listade i Catalogue of Life.